# Another Step
Another Step släpptes 1986 utgivet av MCA Records och är Kim Wildes femte studioalbum.
I detta album ingår singeln som placerade sig listetta i USA "You Keep Me Hangin' On", även singlarna "Say You Really Want Me", "Schoolgirl" och singeln "Another Step (Closer To You)" inspelad tillsammans med Junior.
Originalalbumet från 1986 hade två skivor varav en innehöll 6 låtar. Den ena skivan innehöll mera funkigare och poppigare låtar medan den andra skivan innehöll mera ballad liknande låtar, med undantag från "Say You Really Want Me" som fanns med på andra skivan.
Senare versioner av albumet har haft låten "Victim" med i albumet.

## Låtar
Första skivan
1. You Keep Me Hangin' On
2. Hit Him
3. Another Step (Closer To You) feat. Junior Giscombe
4. The Thrill Of It
5. I've Got So Much Love
6. Schoolgirl

Andra skivan
1. "Say You Really Want Me"
2. "She Hasn't Got Time For You"
3. "Brothers"
4. "Missing"
5. "How Do You Want My Love"
6. "Don't Say Nothing's Changed"